# Blastothrix tianshanica
Blastothrix tianshanica är en stekelart som beskrevs av Sugonjaev 1964. Blastothrix tianshanica ingår i släktet Blastothrix och familjen sköldlussteklar. Inga underarter finns listade.